# Zé da Flauta
Zé da Flauta, nome artístico de José Vasconcelos de Oliveira (Recife, Pernambuco, 28 de dezembro de 1954), é um flautista, pifanista, compositor, produtor cultural e pesquisador recifense.
Em 2001, ele foi coordenador de música da Secretaria de Cultura do Recife, onde desenvolveu vários projetos importantes para cultura musical da cidade, dentre eles a retomada do Frevo que perdia espaço para outras modalidades no carnaval. Além desse aspecto se preocupou em mostrar o Frevo como arte, linguagem musical, e chamar a atenção para a sistematização do gênero. Fundou a SpokFrevo Orquestra e mostrou que era possível se tocar Frevo fora do período carnavalesco com honra e categoria. Essa orquestra fez várias apresentações em mais de 100 festivais de jazz pela Europa, EUA, Índia, China, Tunísia, África do Sul, sempre com muito sucesso.
Esse modelo de tocar apenas o Frevo instrumental, sem poesia, sem passo e sem folia, sem o colorido sem confetes, serpentinas, pierrôs e colombinas, fez surgir o Frevo de Palco, uma evolução natural do Frevo de rua e também várias orquestras e compositores que se dedicaram ao estilo.
O Cd e DVD Passo de Anjo ao vivo, da SpokFrevo, produzido por Zé da Flauta recebeu em 2009 no Rio de Janeiro, quatro troféus no Prêmio da Música Brasileira.

## Carreira
A paixão de Zé da Flauta pela música vem desde pequeno, quando estudou musica com a avó materna que era pianista e fazia trilhas sonoras para filmes mudos. Já na adolescência, estudou no Conservatório Pernambucano de Música e na Escola de Música do Recife. Em 1973 conheceu o músico e desenhista Lailson de Holanda e o guitarrista Paulo Rafael, com quem montou sua primeira banda, PHETUS. Participou ativamente do movimento psicodélico de Pernambuco que mais tarde ficou conhecido como UDIGRUDI. Nessa época também tocou e gravou com Marconi Notaro, Flaviola, Zé Ramalho, Elba Ramalho, Ave Sangria, entre outros.  Em novembro de 1974 entrou para a  banda que acompanhava Alceu Valença até abril de 1976 quando passou a integrar o Quinteto Violado.
Em 1980 voltou para banda de Alçeu onde ficou até setembro de 1986. Voltou aos estudos no Rio de Janeiro na Escola Antônio Adolfo, e teve aulas particulares com Eduardo Morelembaum. Alguns anos mais tarde, retornou seus estudos com o maestro Nenéu Liberalquino.
No final da década de 70, Zé monta seu primeiro estúdio de gravação, o CLAVE, e também um sêlo chamado MATITA DISCOS que lançou a Banda Flôr de Cactus, onde continha a música Giração, primeira música gravada do compositor e cantor Lenine, que fazia parte do grupo. Montou um departamento de Jingles e Trilhas e começou a trabalhar para publicidade de rádio e televisão, o que lhe rendeu nessa área 48 premiações.
Foi nesse estúdio que Zé da Flauta produziu em 1981 o álbum "Brazil: Forró - Music for Maids and Taxi Drivers", que foi lançado 10 anos depois nos EUA, Europa e Japão, sendo indicado em 1991 ao Grammy Awards na categoria Traditional Folk.
Em meados da década de 1980, uma música de sua autoria - Zoar - composta em parceria com Carlos Fernando, foi gravada pela Banda de Pífanos de Caruaru.Outras músicas suas foram gravadas por Jacinto Silva, Maclein Carneiro, Orquestra dos Meninos de São Caetano, Alceu Valença, Jefferson Gonçalves, Grupo Catavento, Urbanda, Banda Querozene Jacaré, Transversal Frevo Orquestra...
Durante a década de 90, participou do movimento Mangue, produzindo bandas, tocando com artistas como Chico Science, Cascabulho, Ortinho,,,

## Trilhas-Sonoras
Zé da Flauta assina algumas trilhas-sonoras de filmes, como Ô de Casa (de Kátia Mesel), Arrecifes (de Régis Galvão), O Último Bolero no Recife (de Fernando Spencer), O Crime da Imagem (de Paulo Caldas e Lírio Ferreira), Incenso (Marcos Hanoi), Chega de cangaço (Marcos Hanoi) e O Rochedo e A Estrela (de Kátia Mesel). Esta última foi premiada nos festivais de cinema de Gramado, Brasília e Salvador.
Ele também compôs para peças infantis, como a da Dom Chicote Mula Manca, que foi premiada em 2000 como melhor trilha infantil do ano.

## Discografia

### Solo
- 1980 - Caruá (com Paulo Rafael)
- 2004 - Engenho de meninos (com Fernando Falcão)
- 2016 - Psicoativo

### Participação em outros projetos
| Ano  | Artista(s)               | Álbum                                          |
| ---- | ------------------------ | ---------------------------------------------- |
| 1973 | Zé Ramalho e Lula Côrtes | Paêbirú: Caminho da Montanha do Sol            |
| 1974 | Flaviola                 | Flaviola e O Bando do Sol                      |
| 1975 | Alceu Valença            | Vivo                                           |
| 1979 | Alceu Valença            | Saudades de Pernambuco 1979 (Gravado em Paris) |
| 1980 | Alceu Valença            | Coração Bobo                                   |
| 1981 | Alceu Valença            | Cinco Sentidos                                 |
| 1981 | Lula Cortes              | O Gosto novo da vida                           |
| 1982 | Alceu Valença            | Cavalo de Pau                                  |
| 1982 | Fernando Falcão          | Barracas Barrocas                              |
| 1983 | Alceu Valença            | Anjo avesso                                    |
| 1984 | Alceu Valença            | Mágico (Gravado na Holanda)                    |
| 2004 | Jefferson Gonçalves      | Gréia                                          |